# Échangeur de Moorsele
L'échangeur de Moorsele est un échangeur autoroutier en Belgique. Il est situé entre l'A17/E403 et l'A19, à proximité de Moorsele, une section de commune de Wevelgem.